# Johann Anton Theiner
Johann Anton Theiner (né le 5 décembre 1799 à Breslau, mort le 15 mai 1860 dans la même ville) est un théologien catholique allemand.

## Biographie
Johann Anton Theiner va au St. Matthias-Gymnasium puis étudie en 1818 la théologie à l'université de la ville. Il entre au séminaire, est ordonné prêtre en 1822 et devient aumônier à Zobten am Bober et Liegnitz. Grâce à la médiation de son professeur Thaddäus Anton Dereser en 1824, il devient professeur agrégé d'exégèse et de droit ecclésiastique à la Faculté catholique de théologie de Breslau et obtient en 1826 le doctorat en théologie et en droit canonique. Il s'intéressa vivement aux mouvements de réforme de l'Église catholique à la fin des années 1820 en Silésie et dans le sud de l'Allemagne, prônant la levée du célibat forcé et d'autres changements. À Breslau, il présente le 20 novembre 1826 onze idées comme l'abolition de la langue latine pendant le culte, le remaniement des missels et du rituel et l'introduction d'un livre général de chants diocésains.
Le gouvernement prussien interdit à Theiner en raison de ses opinions religieuses libérales la tenue de conférences sur le droit canonique. En conséquence, il démissionne de son poste de professeur et devient en 1830 prêtre à Polsnitz en Silésie, 1836 à Grössau et 1837 à Hundsfeld. Quand en 1845, le mouvement des Catholiques allemands est créé par Johannes Ronge, il le rejoint après avoir quitté l'Église catholique. Il est excommunié par le prince-évêque Melchior Ferdinand Joseph von Diepenbrock en novembre 1845. Il devient prêtre du mouvement à Breslau, mais démissionne et se retire des Catholiques allemands en 1848. Il gagne sa vie comme précepteur jusqu'en 1855, le gouvernement prussien le nomme secrétaire de la bibliothèque de l'université locale, poste qu'il occupe jusqu'à sa mort en 1860.

## Œuvre
Les réalisations littéraires de Theiner relèvent du domaine de l'exégèse et des théologies connexes, mais surtout des objets proches de sa direction réformatrice. Déjà dans la dissertation Variae doctorum catholicorum opiniones jure statuendi impedimenta matrimonium dirimentia en 1824, dans la foulée du gallicanisme et du joséphisme, il est favorable à un droit de l'État de réglementer le mariage. Il devient connu avec Die Einführung der erzwungenen Ehelosigkeit bei den christlichen Geistlichen und ihre Folgen publié en 1828 par son frère Augustin Theiner, un plaidoyer pour le mariage des prêtres. Ce livre est mis en 1826 dans l'Index librorum prohibitorum. Le dernier livre, intitulé Die reformatorischen Bestrebungen in der katholischen Kirche (1845-1846), examine en particulier l'attitude du gouvernement prussien envers les efforts de réforme en Silésie, puis décrit la vie de l'auteur en réponse à la critique acerbe du prince-évêque Melchior von Diepenbrock.